# Двенадцать виноградин
Двенадцать виноградин (исп. doce uvas) — испанская новогодняя традиция, впоследствии получившая распространение в таких испаноязычных странах, как Мексика, Боливия, Венесуэла, Эквадор, Сальвадор, Перу, Колумбия, Пуэрто-Рико, Никарагуа и Коста-Рика. Подобная традиция существует и в Португалии, где, в отличие от Испании, принято есть не свежий виноград, а изюм.
В новогоднюю ночь под каждый из двенадцати ударов часов Дома почты на мадридской площади Пуэрта-дель-Соль собравшиеся там мадридцы и гости испанской столицы, а вместе с ними и вся Испания, наблюдающая трансляцию с площади Пуэрта-дель-Соль по телевизору, съедают по двенадцать виноградин на успех и удачу в наступающем году. Обычно встречать Новый год на Пуэрта-дель-Соль собираются целыми компаниями с соответствующей праздничной атрибутикой: колпаками, масками, свистками и барабанами. После боя часов на площади начинаются шумные праздничные гуляния с фейерверками, конфетти, серпантином и музыкой. В последнее время зародилась новая традиция репетиций новогоднего поедания виноградин на Пуэрта-дель-Соль в полдень в один из последних дней декабря. Супермаркеты в Испании под Новый год предлагают индивидуальные упаковки из двенадцати виноградин, в том числе очищенные от кожицы и косточек.

## История
В декабре 1882 года мэр Мадрида Хосе Абаскаль-и-Карредано своим указом ввёл сбор в размере одного дуро с желающих встречать на улице волхвов. Предполагалось, что взимаемый сбор наведёт порядок на мадридских улицах в праздничные дни. В первые январские дни в Мадрид прибывал народ из других населённых пунктов Испании, чтобы с выпивкой и шумом встречать царей-волхвов на рассвете 5 января. Тем самым мадридцы лишились праздничного дня, в который разрешалось вести себя, как душе угодно. В то же время среди состоятельных испанских семейств распространилась традиция подавать на новогодний стол шампанское с виноградом. Некая группа мадридцев решила подшутить над буржуазным обычаем и прибыла встречать Новый год на площади Пуэрта-дель-Соль, поедая виноград под бой часов на Доме почты.
В первые дни января 1894 года мадридские газеты опубликовали статью, посвящённую якобы привнесённой из Франции традиции поедания винограда под двенадцать ударов часов в новогоднюю ночь. В конце 1895 года уже считалось, что двенадцать виноградин символизируют двенадцать месяцев года, а к традиции встречать Новый год с шампанским и виноградом приобщился председатель Совета министров Испании Антонио Кановас де Кастильо. Мадридская традиция вышла за пределы столицы: в 1903 году в новогоднюю ночь виноград поедали на Тенерифе, а затем традиция постепенно распространилась по всей Испании. В 1907 году испанская пресса критиковала традицию двенадцати виноградин, якобы импортированную из Франции или Германии и так прочно укоренившуюся даже в низших слоях общества, которые в первые годы над ней насмехались. Кроме того, в 1909 году виноградари Аликанте собрали необычно большой урожай винограда и, чтобы продвигать свой товар на рынке, успешно популяризировали обычай двенадцати виноградин и тем самым окончательно утвердили его.

## Телетрансляции
Телевизионные трансляции боя мадридских новогодних курантов ведутся с 1962 года, до этого бой башенных часов на Пуэрта-дель-Соль передавали по радио. Камеры всех испанских телекомпаний размещаются в арендованных на этот период помещениях на верхних этажах здания «Дядюшка Пепе», № 11, на противоположной стороне площади. Новогодние программы с балконов напротив часов на Пуэрта-дель-Соль ведут самые популярные звёзды испанского телевидения и эстрады.
Часы на Пуэрта-дель-Соль оснащены четырьмя колоколами: два колокола, настроенных на ноты «ми» и «си бемоль», отбивают каждую четверть часа одним, двумя, тремя и четырьмя ударами соответственно, ещё один колокол, настроенный на «ми бемоль», отбивает час, и последний колокол отвечает за звук под ноту «до» опускающегося шара часов. Бой новогодних курантов в Мадриде начинается за 28 секунд до 12 часов ночи 31 декабря: сначала опускается вниз шар башенных часов и звучит карильон, далее следуют четыре двойных удара, соответствующие четырём четвертям часа, и только потом часы на Пуэрта-дель-Соль отбивают двенадцать часов ночи. Таким образом, новогодние куранты бьют в Мадриде в сумме не 12, а 16 раз, и начинать поедать виноградины нужно только после первых четырёх четвертей. Это требует определённой внимательности, и каждый год 31 декабря в различных предновогодних телепрограммах в течение дня и ещё раз незадолго до боя часов телеведущие в прямом эфире объясняют, что первые четыре удара четвертей являются подготовительными. С началом боя часов на Пуэрта-дель-Соль внизу телеэкрана также указываются и с ударами маркируются четыре четверти и 12 часовых ударов.